# Berghaupten
Berghaupten es un municipio alemán en el distrito de Ortenau, Baden-Wurtemberg. Está ubicado en las estribaciones de la Selva Negra a la entrada del valle del río Kinzig en la llanura del Rin.

## Palacio de Berghaupten
El Palacio de Berghaupten fue construido en 1788 con las características del neoclasicismo temprano. En la actualidad sirve como ayuntamiento.

## Enlaces
- Wikimedia Commons alberga una categoría multimedia sobre Berghaupten.
- Sitio web de Berghaupten

- Datos: Q515800
- Multimedia: Berghaupten / Q515800